# Haroldo Mauro Jr.
Haroldo Mauro Jr. (Niterói, 2 de julho de 1949) é um músico de jazz brasileiro, pianista, baterista, educador e compositor.
Atuou como pianista ao lado de grandes músicos brasileiros e internacionais como, Slide Hampton, Naná Vasconcelos, Cláudio Roditi, Nico Assumpção, entre outros.